# Favicon

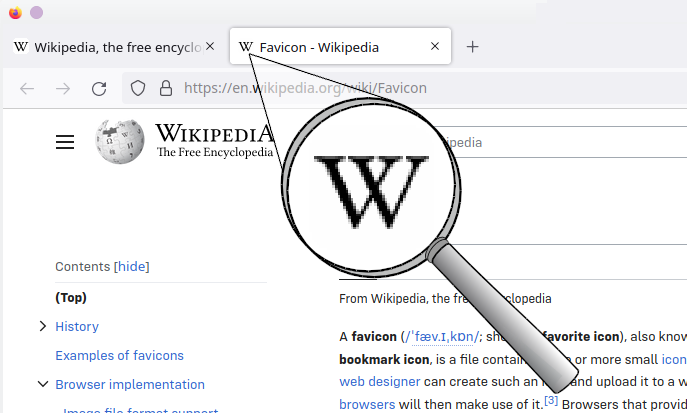
Wikipedia-favicon, getoond in Mozilla Firefox

Een favicon, urlicon of pagina-icoon, is een pictogram dat geassocieerd is met een website.
Een webdesigner kan zo'n icoon maken en veel grafische webbrowsers laten deze zien, zoals recente versies van Internet Explorer, Firefox, Opera, Safari, Konqueror en Google Chrome. Browsers die favicons ondersteunen laten deze zien in de lijst met bladwijzers of favorieten. In oudere browsers kwam de favicon ook terug bij de adresbalk, maar dat is vanwege veiligheid geschrapt. Niet-veilige sites konden een slotje als favicon plaatsen, waardoor het leek of er een beveiligde verbinding was.
Hoewel de naam van het icon standaard favicon.ico is en de bestandsextensie dus die van een icoonbestand is, blijkt het in sommige browsers mogelijk een geanimeerd GIF-bestand dat onder deze naam is opgeslagen als een bewegende afbeelding te tonen.
Een standaard favicon heeft de afmetingen 16×16, 32×32 of 64×64 pixels, en bevat 16 kleuren.
Een favicon kan worden gebruikt door een <link>-tag in de <head>-sectie van de HTML-code in te voegen:
HTML
<link rel="shortcut icon" type="image/x-icon" href="/somewhere/myicon.ico">
<link rel="shortcut icon" type="image/gif" href="/somewhere/myicon.gif">
<link rel="shortcut icon" type="image/png" href="/somewhere/myicon.png">
XHTML
<link rel="shortcut icon" type="image/x-icon" href="/somewhere/myicon.ico" />
<link rel="shortcut icon" type="image/gif" href="/somewhere/myicon.gif" />
<link rel="shortcut icon" type="image/png" href="/somewhere/myicon.png" />
Het is ook mogelijk om in de root-directory van de website een bestand met de naam /favicon.ico te plaatsen. Een browser zal kijken of het bestaat (nadat het heeft gekeken naar de <link />-tags), en zo niet dan zal de browser een standaard icoontje weergeven.

## Browserondersteuning
| Browser           | ICO | PNG | GIF | animated GIFs | JPEG | APNG | SVG  |
| ----------------- | --- | --- | --- | ------------- | ---- | ---- | ---- |
| Google Chrome     | Ja  | 4.0 | 4.0 | Nee           | 4.0  | Nee  | Nee  |
| Internet Explorer | 4   | Ja  | Ja  | Nee           | Ja   | Ja   | Ja   |
| Mozilla Firefox   | Ja  | Ja  | Ja  | Ja            | Ja   | 3.0  | 41.0 |
| Opera             | Ja  | Ja  | Ja  | Ja            | Ja   | Ja   | 9.6  |
| Safari            | Ja  | 4.0 | 4.0 | Nee           | 4.0  | Nee  | Nee  |
| Microsoft Edge    | Ja  | 4.0 | Ja  | Nee           | Ja   | Ja   | Ja   |

## Voetnoten
1. ↑  Firefox schrapt favicon uit url-balk vanwege beveiliging. Gearchiveerd op 25 juni 2015. Geraadpleegd op 7 juli 2023.
2. ↑  https://www.w3.org/2005/10/howto-favicon. Gearchiveerd op 25 juni 2023.
3. ↑  Bug 366324 - SVG site icons (favicons, shortcut icons) support. Gearchiveerd op 24 oktober 2012. Geraadpleegd op 21 februari 2010.